# Estonska košarkaška reprezentacija
Estonska košarkaška reprezentacija predstavlja državu Estoniju u športu košarci.
Krovna organizacija: Estonski košarkaški savez
Glavni trener: Heiko Rannula

## Poznati igrači
- Tiit Sokk
- Martin Muursepp
- Kristjan Kangur